# 연 소왕

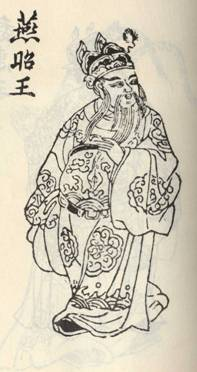
연 소양왕 희직

연 소양왕 희직(燕 昭襄王 姬職, ? ~ 기원전 279년, 재위 : 기원전 311년 ~ 기원전 279년)은 중국 전국시대의 제41대 연나라 군주이다. 악의(樂毅)와 곽외(郭隗)등 유능한 인재를 등용하여 제나라의 침공으로 인하여 일시에 멸망한 연나라를 재건하였다. 줄여서 연 소왕(燕 昭王), 또는 연 양왕(燕 襄王)이라고도 한다.

## 생애
소양왕은 연왕 쾌(噲)의 서자이다. 아버지 연왕 쾌는 국정에 무관심하여 재상인 자지(子之)에게 맡기고 방관하였다. 재상 자지는 권력을 남용하고 연왕 쾌를 대신해 임금이 되는 등 연나라를 혼란에 빠지게 했다. 이에 태자 평(平, 연왕 쾌의 적자이자 소양왕의 형)은 연나라 장군 시피(市被)와 힘을 합쳐 거병하였다. 이 내전은 오랫동안 지속되었는데, 이를 틈타 기원전 314년에 태자의 원군이라고 자칭한 제나라 장수 광장(匡章)의 군대가 연나라를 기습하여 자지의 군대와 태자의 군대를 동시에 공격해 시피와 태자 평, 자지는 살해되고 연왕 쾌는 자살하였다. 이로써 연나라는 제나라에 복속하게 되었다.
2년 후인 기원전 312년, 당시 한나라에 달아나 있던 공자 직이 제나라의 속국이 되는 조건으로 연왕으로 즉위하였다. 소양왕은 연나라를 부흥시켜 제나라에 복수할 것을 계획하고, 부국 강병과 인재 등용에 힘썼다. 소왕은 곽외를 스승을 삼고, 곽외에 의해 명장으로 유명한 악의를 등용하였다.
연나라 정벌로 제나라는 강국이 되었지만, 제나라 내부에 문제가 많았다. 소양왕은 악의의 건의에 따라서 한(韓)나라, 위(魏)나라, 조(趙)나라 등 세나라와 연합군을 결성하였고, 4개국 연합군은 기원전 285년에 제나라로 쳐들어가서 제나라 군대를 격퇴하였다. 이후 세나라의 군대는 철수하였지만, 연나라만은 악의를 총사령관으로 삼아서 제나라의 수도인 임치(臨淄)로 진군하여 함락시켰다. 소양왕은 크게 기뻐하며 스스로 임치에 가서 악의를 위로하였고, 악의를 창국군(昌國君)으로 봉하였다. 소양왕은 악의에게 군대를 지휘하여 제나라를 완전히 평정할 것을 명하였다.
제 민왕은 임치가 함락되자 거(莒)라는 곳에 몸을 숨겼다. 악의는 5년동안 제나라의 70여개 성을 탈취하였는데, 이로써 제나라의 영토는 제 민왕이 은신한 거(莒)와 전단(田單)이 있는 즉묵(即墨)만 남게 됐다. 악의는 거(莒)를 공격하였으나 제 민왕도 철저히 항전하여 장기전이 되었다. 그 과정에서 제 민왕은 초(楚)나라에 도움을 요청하여 초나라 장수 요치(淖齒)가 지원을 왔다. 그러나, 요치는 제나라가 패망할 것이라 생각하고 오히려 연나라와 힘을 합쳐 제 민왕을 배신하였다. 제 민왕은 요치에 의해 대들보에 높이 매달려 3일 동안 굶다가 죽었다.
이로써 소왕의 복수는 이루어졌으나, 전단이 수비하는 즉묵과 왕손가(王孫賈)에 의해 새롭게 즉위한 제 양왕(齊 襄王)이 있는 거(莒)는 연나라에게 계속 항전하였다. 전쟁이 장기화하는 가운데, 소왕은 기원전 279년에 불로장생하는 비술을 연구하다가 약물 중독으로 사망했다. 그의 뒤를 이어 태자인 연 혜왕(燕惠王)이 즉위하였다.
| 전 임 재상 자지(子之) | 제41대 중국 연나라의 군주 기원전 311년 ~ 기원전 279년 | 후 임 아들 연 혜왕(燕惠王) |